# Tectaria tenerifrons
Tectaria tenerifrons är en ormbunkeart som först beskrevs av William Jackson Hooker, och fick sitt nu gällande namn av Ren-Chang Ching. Tectaria tenerifrons ingår i släktet Tectaria och familjen Tectariaceae. Inga underarter finns listade.